# Первая поправка к Конституции США

Официальный текст Билля о правах

Первая поправка к Конституции США является частью Билля о правах. Она гарантирует, что Конгресс США не будет:
- Поддерживать какую-либо религию либо утверждать государственную религию.
- Запрещать свободное вероисповедание.
- Посягать на свободу слова.
- Посягать на свободу прессы.
- Ограничивать свободу собраний.
- Ограничивать право народа обращаться к Правительству с петициями об удовлетворении жалоб.

В 1925 году Верховный суд США дал трактовку (дело Гитлоу против штата Нью-Йорк) первой поправки с учётом Четырнадцатой поправки, согласно которой Первая поправка распространяется как на федеральное правительство, так и на власти штатов. Первая поправка вместе с остальным содержанием Билля о правах была предложена Конгрессом в 1789 году и ратифицирована в 1791 году.

## Текст
Конгресс не должен издавать ни одного закона, относящегося к установлению религии либо запрещающего свободное её исповедание,
либо ограничивающего свободу слова или печати, или право народа мирно собираться и обращаться к правительству с петициями об удовлетворении жалоб.
Оригинальный текст (англ.)Congress shall make no law respecting an establishment of religion, or prohibiting the free exercise thereof; or abridging the freedom of speech, or of the press; or the right of the people peaceably to assemble, and to petition the Government for a redress of grievances.

## Решения Верховного суда США о толковании Первой поправки
- Школьный округ Айленд-Триз против Пико — ограничение возможности изымать книги из школьных библиотек.
- Национал-социалистическая партия Америки против Скоки — разрешение марша неонацистов в пригороде Чикаго Скоки со значительным числом жителей, пострадавших от Холокоста.
- Эпперсон против Арканзаса — штат не может ограничивать школьные программы по религиозным соображениям.
- Зорах против Клосона — суд признал законными программы «времени освобождения» от светских учебных занятий для религиозного обучения, если оно происходит за пределами территории школ, в течение 1 часа в неделю и без государственного финансирования. Суд указал, что государство может формулировать законы, принимая во внимание религиозные воззрения и обряды.
- Эдвардс против Агиллара — преподавание креационизма в рамках биологии в публичных школах нарушает разделение государства и церкви.
- Кокс против Луизианы — штат не может использовать статут о беспорядках против протестующих, принимающих участие в мирных демонстрациях, которые потенциально могут спровоцировать насилие.
- Техас против Джонсона — разрешение публичного надругательства над флагом.
- Стэнли против штата Джорджия — хранение непристойных материалов нельзя приравнять к преступлению.
- Бранденбург против Огайо — суд постановил, что правительство не может наказывать подстрекательские высказывания, если только эти высказывания не «направлены на подстрекательство или совершение неизбежных беззаконных действий и могут спровоцировать или произвести такие действия».

## Общественное признание
В 2006 году опрос в США показал, что все пять свобод, гарантированных Первой поправкой, — свобода слова, религии, прессы, собраний и свобода обращаться с жалобами, — мог перечислить только один американец из тысячи, тогда как около четверти опрошенных знали по именам всех пятерых членов семьи из популярного мультсериала о Симпсонах.